# 松石信八
松石 信八（まついし しんや、2005年12月18日 - ）は、佐賀県佐賀市出身のプロ野球選手（内野手・育成選手）。千葉ロッテマリーンズ所属。

## 経歴

### プロ入り前
小学校2年生のときに野球を始め、佐賀市立城南中学校では硬式野球の『佐賀フィールドナイン』に所属した。投手を始めたのは中学時代からであったが、2年冬に投球フォームを改善すると、最速135km/hに急成長。3年時は新型コロナウイルスの影響でほぼ全ての大会が中止となったが、6月の公式戦では最速142km/hを計測した。
藤蔭高校に進学すると、1年夏の大分大会で最速146km/hを計測。チームは明豊との準決勝に0-12で敗れたが、この試合に先発した松石は8回3失点に抑えた。1年秋の県大会で最速152km/hを計測し、初めて背番号1を付けた2年春の県大会ではチームをベスト8に導いた。ただ、この大会後に右肘の疲労骨折が判明し、開幕2週間前に復帰して背番号20で挑んだ2年夏の大分大会は大分舞鶴との準々決勝に先発し、序盤に5点の援護を貰うも試合中盤に球威が落ち、6回途中6失点で降板してチームはサヨナラ負けを喫した。新チームでは主将に就任したが、2年秋の県大会では左手首を骨折し、1か月入院。3年春は県大会決勝で大分舞鶴と対戦するも0-1で敗れ、雪辱を果たせなかった。3年夏の大分大会では鶴崎工業との初戦に『「5番・投手」』で先発出場し、初回を7球で三者凡退に抑え、直後の打席では二塁打を放ったが、「試合前から脇腹に違和感があって、2回の打席で二塁打を放った時に痛めた」と左脇腹を痛め、2回裏は2球を投じたのみで降板。後続の投手が逆転を許し、チームは5-10で敗れた。
2023年10月26日に開催されたドラフト会議では、千葉ロッテマリーンズから育成2位指名を受け、11月28日に支度金300万円、年俸230万円で契約合意した（金額は推定）。背番号は134。投手としてプロ志望届を提出し、ドラフト会議でも投手として指名されたが、球団は内野手として育成する方針を示したため、部活動引退後は内野手の練習を始めた。担当スカウトの有吉優樹は、「野手としての可能性、センス、足の速さ、打撃の仕方などそこを評価させていただいて球団に推しました」と話している。

### ロッテ時代
2024年は育成1年目ながらイースタン・リーグ106試合に出場。打率.207、18打点を記録した。シーズン終了後に、オーストラリアのウィンターリーグに派遣。同時に派遣されたロッテの選手と共にシドニー・ブルーソックスに所属した。

## 選手としての特徴
藤蔭高校1年時に最速152km/hを計測した身体能力に加え、投手が本職ながらも器用に外野守備をこなしたり、打者としても1番打者・2番打者・クリーンナップとどの打順でも対応できたりと身体のバネや野球センスが評価されている。
高校時代は投手として最速152km/hのストレート、カットボール、カーブ、スプリット、チェンジアップを投じていた。

## 詳細情報

### 背番号
- 134（2024年[12] - ）